# Геркулес (франшиза)
«Геркулес» (англ. Hercules) — диснеевская медиафраншиза, начавшаяся с одноимённого мультфильма, основанного на мифах о Геракле.

## Мультфильмы
- «Геркулес» — американский анимационный музыкальный фэнтезийный комедийный фильм 1997 года, снятый Walt Disney Animation Studios и выпущенный Walt Disney Pictures. Это 35-й полнометражный мультфильм Диснея, режиссёрами которого выступили Рон Клементс и Джон Маскер. Мультфильм основан на мифах о Геракле (известном в мультфильме под своим римским именем Геркулес), сыне Зевса.
- «Геркулес: Как стать героем» — мультфильм, выпущенный 31 августа 1999 года непосредственно на видео и служащий приквелом мультсериала «Геркулес». Состоит из четырёх эпизодов мультсериала.

## Ремейк
В апреле 2020 года сообщалось, что Walt Disney Pictures разрабатывает ремейк «Геркулеса», а Джеффри Сильвер и Карен Гилкрист, которые ранее продюсировали ремейк мультфильма «Король Лев», должны были спродюсировать фильм. Джо и Энтони Руссо также выступят в качестве продюсеров фильма, в то время как Дэвид Каллахэм напишет сценарий. В июне 2022 года было объявлено, что Гай Ричи, который ранее снял ремейк мультфильма «Аладдин», подписал контракт на режиссуру фильма. Джо Руссо сказал, что переосмысление фильма отдаст дань уважения оригиналу с более современным вращением, и что это также будет современный мюзикл, вдохновленный TikTok.

## Телевидение
- «Геркулес» — американский мультсериал, основанный на одноимённом мультфильме 1997 года и древнегреческих мифах. Премьера сериала состоялась в синдикации 31 августа 1998 года, а в «Disney’s One Saturday Morning» — 12 сентября 1998 года. Синдицированный сериал состоял из 52 эпизодов, в то время как «Disney’s One Saturday Morning» — из 13.
- «Геркулес и арабская ночь» — 44-й эпизод мультсериала «Геркулес» с участием персонажей из «Аладдина» (кроссовер).
- «Мышиный дом» — мультсериал, созданный Walt Disney Television, который транслировался с 2001 по 2003 год.
- Аид появился во второй половине эпизода пятого сезона сериала «Однажды в сказке», начиная с серии «Душа усопок» в исполнении Грега Германна. В эпизоде «Труд любви» Геркулеса и Мегару сыграли Джонатан Уайтселл и Кейси Рол.

## Видеоигры
- Disney’s Action Game Featuring Hercules — видеоигра для PlayStation и PC, выпущенная 20 июня 1997 года компанией Disney Interactive. Она было разработана за неделю до выхода мультфильма.
- Disney’s Animated Storybook: Hercules — часть серии Disney’s Animated Storybook.
- Disney’s Hercules Print Studio — часть серии Disney’s Print Studio.
- Hades Challenge — компьютерная игра, выпущенная 17 апреля 1998 года от первого лица и спин-офф мультфильма, в котором игрок берёт на себя роль героя-новичка, переживающего различные приключения, основанные на элементах древнегреческой мифологии, непосредственно не исследуемых в основном фильме, и периодически противостоит Аиду и Боли и Панику.
- Персонажи фильма также появляются в серии видеоигр Kingdom Hearts в повторяющемся внутриигровом мире «Olympus Coliseum». Это самая представленная франшиза Диснея, появляющаяся почти в каждой части в игре Kingdom Hearts: Dream Drop Distance. В отличие от других миров Диснея, которые внимательно следят за сюжетом [их] оригинального фильма, истории являются оригинальными и содержат оригинальные сюжеты в каждой игре и сеттинге. Это также единственная франшиза, где персонажи взаимодействуют с приглашенными персонажами, появляющимися в серии Final Fantasy от Square Enix. В первой игре Kingdom Hearts «Olympus Coliseum» появляется как мир мини-игр на арене, где Сора, Дональд Дак и Гуфи могут столкнуться с различными врагами, с которыми сталкиваются во время истории, и в них представлены Геркулес, Фил, Аид, Цербер, каменный и ледяной титаны. В игре Kingdom Hearts II может быть исследован Загробный мир, и игра включает в себя новых персонажей, таких как Мегара, Боль и Паника, Пегас и Гидра. В Kingdom Hearts III новый мир «Олимп» появляется как открывающий мир, в который вступают герои. Колизей отсутствует, но город Фивы, гора Олимп и царство богов могут быть исследованы, а среди персонажей Зевс и его товарищи-боги, лавовый титан и ветреный титан. Мир также появляется в Kingdom Hearts: Chain of Memories, Kingdom Hearts coded, Kingdom Hearts 358/2 Days и Kingdom Hearts Birth by Sleep.
- В видеоигре Disney Magic Kingdoms представлен Геркулес, Филоктет, Мег, Пегас, Аид, Боль и Паника в качестве игровых персонажей, а также представлены некоторые аттракционы, основанные на локациях фильма[5]. Шензи, Банзай и Эд также были включены в качестве игровых персонажей в более позднее обновление игры[6]. В игре персонажи участвуют в новых сюжетных линиях, которые служат продолжением фильма.

## Сценические адаптации
- Hercules: The Muse-ical (также известно как Hercules: A Muse-ical Comedy) — шоу на корабле Disney Wonder Disney Cruise Line. Это «ваудевильский салют» к диснеевскому мультфильму, и в нём представлены некоторые из его песен[7]. В 2008 году было заменено Toy Story: The Musical"[8]. Издание Rotoscopers отмечает: "Ничем не воспринимая себя всерьёз, морское путешествие Геркулеса было практически наполовину мюзиклом, наполовину стендап-комедией. Аид, Боль и Паника (последние два изображены женщинами) особенно наносят юмористический удар, привнося в сценарий соответствующие отсылки к поп-культуре. Они часто менялись, чтобы идти в ногу с современными тенденциями, как шутки Джинни в «Aladdin: A Musical Spectacular, бывшем шоу в Disney California Adventure»[8].
- Геркулес. 6 февраля 2019 года было объявлено, что премьера мюзикла по мотивам мультфильма состоится в театре Делакорте в Центральном парке в рамках ежегодного фестиваля «Шекспир в парке» с 31 августа по 8 сентября. Алан Менкен и Давид Зиппель вернутся, чтобы написать песни, Кристоффер Диас напишет книгу, Лир деБессоне будет директором, а Чейз Брок будет хореографом[9]. Также было сообщено, что в актёрский состав войдут Джелани Алладин (Геркулес), Роджер Барт (Аид), Джефф Хиллер (Паник), Джеймс Монро Айглхарт (Фил), Рамона Келлер (Талия), Тамика Лоуренс (Калиопа), Криста Родригез (Мег) и Рема Уэбб (Терпсихор)[10].

## Музыка
Hercules: An Original Walt Disney Records Soundtrack — саундтрек к мультфильму «Геркулес». Он состоит из музыки, написанной композитором Аланом Менкеном и лириком Дэвидом Зиппелем, оркестрованной Дэнни Трубом и Майклом Старобиным, с вокалом в исполнении Лиллиас Уайт, Лашанз, Роз Райан, Роджера Барта, Дэнни ДеВито, Сьюзан Иган и других.
- «The Gospel Truth»
- «Go the Distance»
- «One Last Hope»
- «Zero to Hero»
- «I Won’t Say (I)m in Love)»
- «A Star Is Born»